# دایان کرامپ
دایان کرامپ (انگلیسی: Diane Crump؛ ‏ ۱۸ مهٔ ۱۹۴۸) چابک‌سوار اهل ایالات متحده آمریکا بود. یک چابک‌سوار و مربی اسب اهل ایالات متحده آمریکا است. کرامپ نخستین زنی بود که در یک مسابقه شرط‌بندی مشترک اسب‌دوانی در ایالات متحده آمریکا رقابت کرد. شرکت او در این رویداد به قدری مناقشه برانگیز بود که او نیاز به اسکورت کامل پلیس در میان جمعیت در «پیست مسابقه پارک هایالیا» در فلوریدا داشت. او همچنین نخستین زنی بود که در کنتاکی دربی سوارکاری کرد. کرامپ برای مدت کوتاهی در سال ۱۹۸۵ بازنشسته شد تا مربی اسب شود، اما دوباره به سوارکاری بازگشت و تا زمان بازنشستگی در سال ۱۹۹۹ یک چابک‌سوار بود. او اکنون یک تجارت فروش اسب را اداره می‌کند.

## اوایل زندگی
دایان کرامپ در سال ۱۹۴۸ در میلدفورد، کنتیکت زاده شد. پدر و مادرش والتر و جین کرامپ نام داشتند. کرامپ علیرغم زندگی در منطقه ای تقریباً خالی از حضور اسب‌ها، علاقه فراوانی از دوران کودکی به اسب‌ها داشت. او عشق خود را به اسب‌ها از طریق دیدن عکس کتاب‌ها و تصاویر هنری دامن زد و به این اشتیاق و عشق را در درون زنده نگه داشت. خانوادهٔ او در سال‌های پیش از نوجوانی‌اش به اولدزمار، فلوریدا نقل مکان کردند و او در ۱۳ سالگی اسب‌سواری را با رفتن به کلاس‌های سوارکاری آغاز کرد. او به پدر و مادرش التماس کرد و یک برنامه دقیق در انجام مشاغل عجیب و غریب در اینجا و آنجا برای خود ایجاد کرد تا بتواند پول لازم برای خرید نخستین اسب خود را جور کند.

## جراحات
در ۱ فوریه ۱۹۸۹، کرامپ در اثر یک سانحهٔ سوارکاری دچار شکستگی پا، مچ پا و دنده شد و ده روز در بیمارستان بستری گشت. کرامپ پس از بلندشدن روی پاها، از پشت افتاد و در زیر اسبش له شد. پایش از ۶ یا ۷ جای مختلف شکسته بود. پس از بستری شدن در بیمارستان، پزشکان به او گفتند که دیگر هرگز نمی‌تواند سوارکاری شود. کرامپ در دوران حرفه‌ای خود به‌عنوان چابک‌سوار آسیب‌های متعددی داشت، اما این آسیب بسیار سخت و تهدیدکننده سلامت جسمانی او بود. پس از این مصدومیت، کرامپ زمان زیادی را صرف بهبودی خود کرد و در نهایت دوباره به سوی سوارکاری برگشت؛ اگرچه تمام آسیب‌هایی که در طول سال‌ها تجمیع شده بود سرانجام اثر خود را بر سلامت وی گذاشت و او مجبور شد در سال ۱۹۹۹ به‌طور دائمی از سوارکاری بازنشسته شود و تنها به تربیت اسب بپردازد.

## پس از بازنشستگی
هنگامی که کرامپ برای مدتی در سال ۱۹۸۵ بازنشسته شد و از سال ۱۹۹۱ به‌طور مداوم شروع به فعالیت کرد، به عنوان مربی برای یک اصطبل کوچک اسب در مرکز آموزشی میدلبورگ در ویرجینیا کار کرد. او در سال ۱۹۹۲ مسابقه سوارکاری را از سر گرفت و تا سال ۱۹۹۸ مسابقه می‌داد. او در سال ۱۹۹۹ از مسابقه دادن کناره‌گیری کرد. او اکنون یک تجارت فروش اسب را اداره می‌کند و در ویرجینیا زندگی می‌کند. در سال ۲۰۲۰، بیوگرافی دایان کرامپ: زندگی پیشگامان اسب‌دوانی، اثر مارک شریگر، توسط انتشارات لیون منتشر شد.

## زندگی خصوصی
کرامپ از سال ۱۹۶۹ تا ۱۹۸۷ همسر مربی اسب «دان دیواین» بود. در سال ۱۹۸۵ او نخستین مرخصی موقتی خود را از سوارکاری تجربه کرد تا مدتی در یک مکان ثابت ساکن شود چرا که دختر کوچکش در آن زمان در آستانه شروع دوران ابتدایی مدرسه بود. در این زمان او به عنوان یک مربی اسب برای مزرعه کالومت در لکسینگتون، کنتاکی کار کرد و به مدت سه سال در آنجا ماند.